# المناطق التاريخية في إسطنبول
أضيفت المناطق التاريخية في إسطنبول إلى قائمة اليونسكو لمواقع التراث العالمي في عام 1985. وشكلت مدينة إسطنبول نقطة إستراتيجية في شبه جزيرة البوسفور بين البلقان والأناضول والبحر الأسود والبحر المتوسط، وقد ارتبطت بأحداث سياسية ودينية وفنية هامة على مدى أكثر من ألفي سنة. وتشمل تحفها قصر طوب قابي، وآيا صوفيا، وجامع السلطان أحمد، وجامع زيرك كليسة، ومسجد سليمان القانوني، وجامع آيا صوفيا الصغير، وأسوار القسطنطينية.

## المناطق
يغطي موقع التراث العالمي أربع مناطق رئيسى ة، وتوضح المراحل الرئيسية من تاريخ المدينة باستخدام أرقى المعالم الأثرية وهي:
- الحديقة الأثرية، التي تم تحديدها في عامي 1953 و1956 على طرف شبه الجزيرة
- حي السليمانية المحمي عام 1980 و1981
- حي زيرك المحمي عام 1979.
- منطقة الأسوار المحمية عام 1981.

## معرض الصور

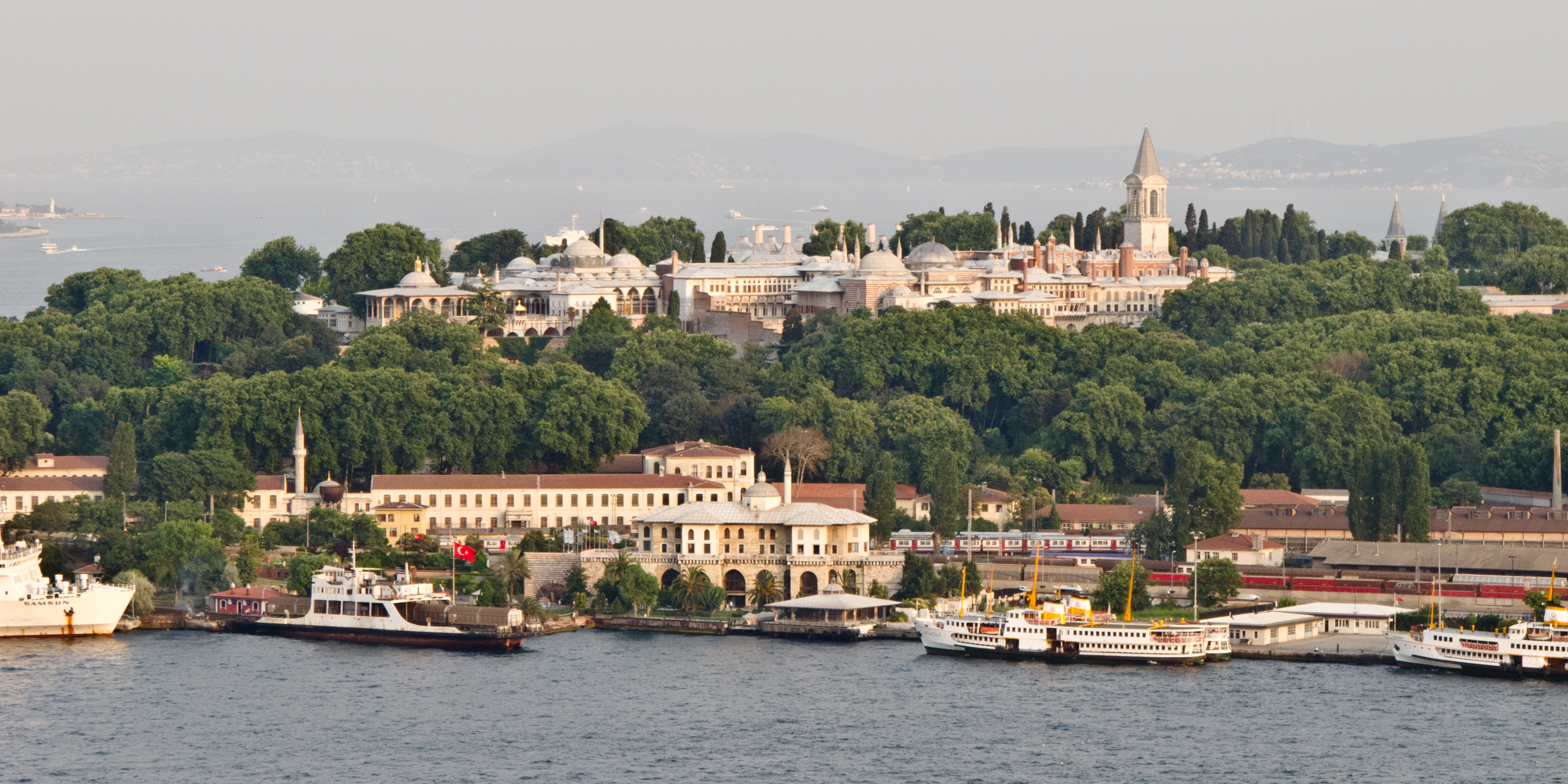
Topkapı Palace
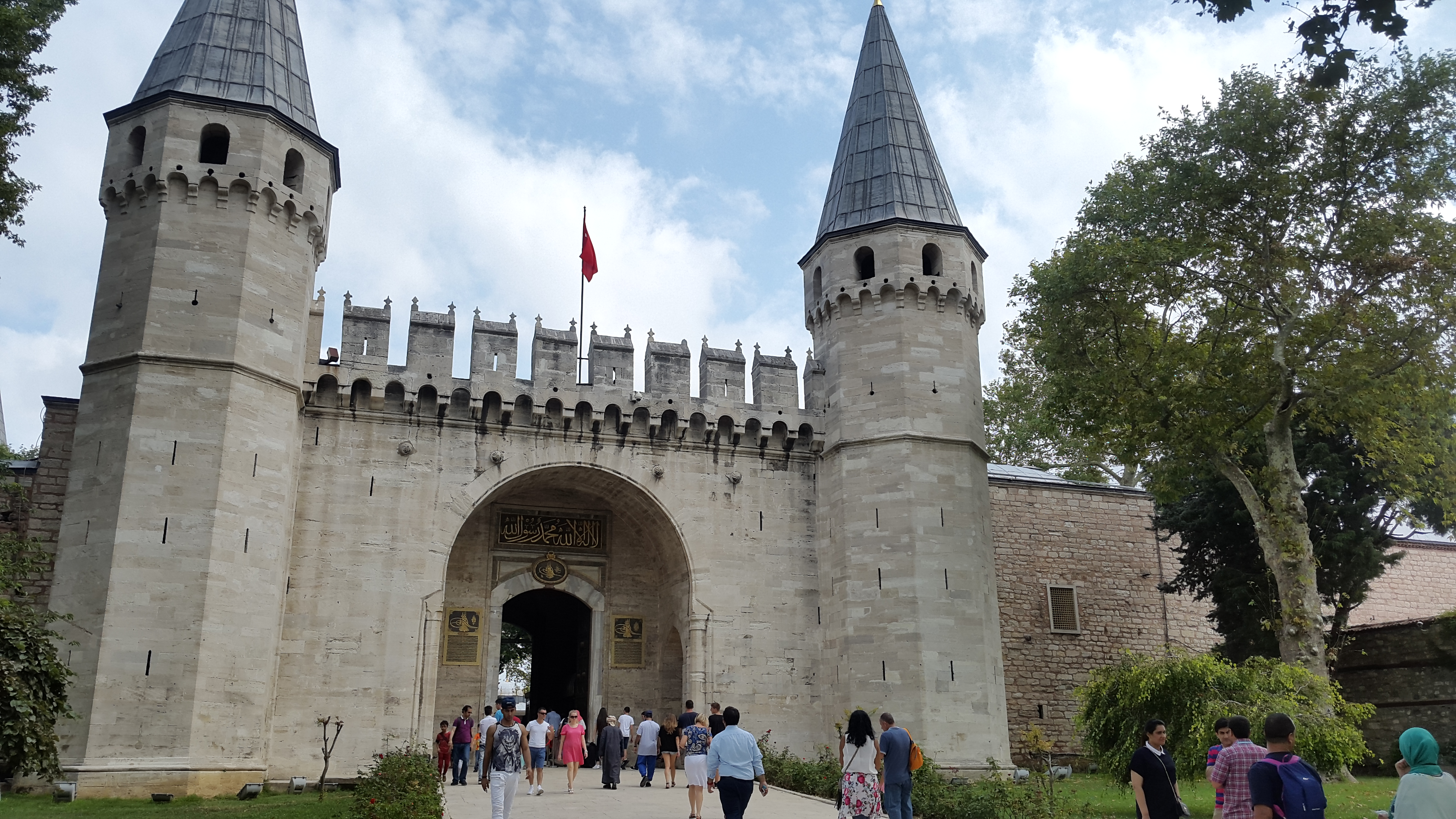
قصر طوب قابي
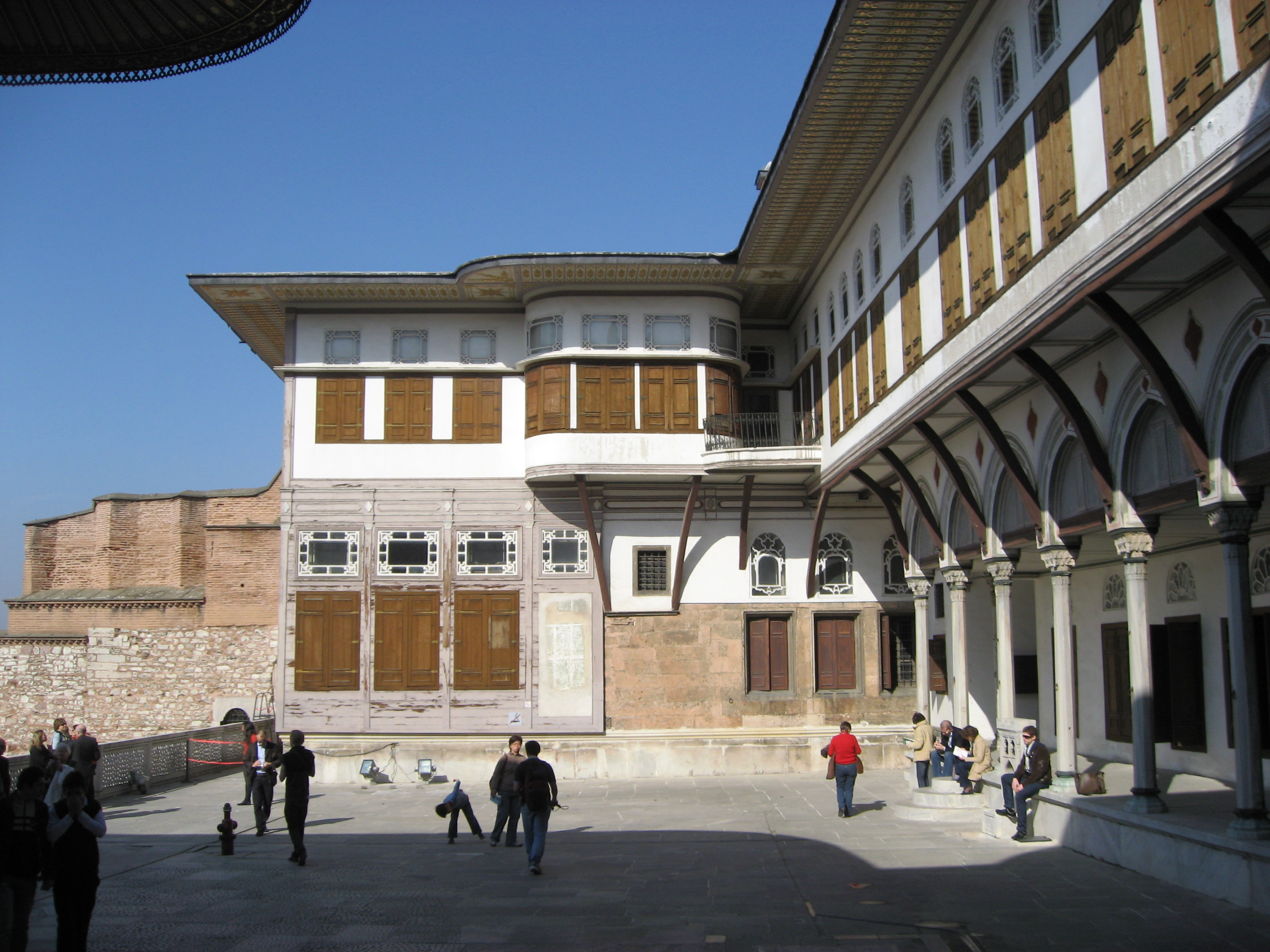
قصر طوب قابي
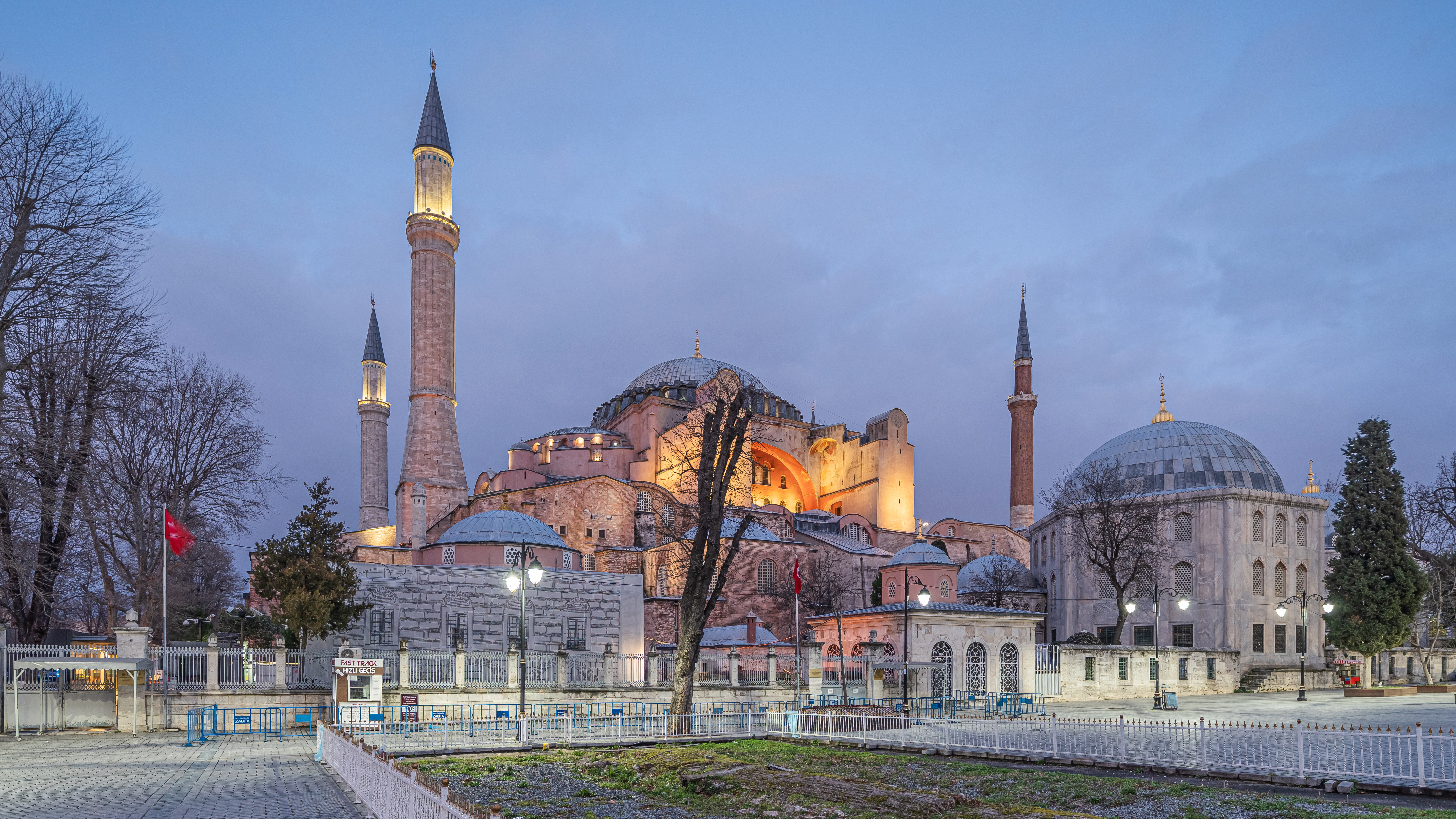
آيا صوفيا
آيا صوفيا
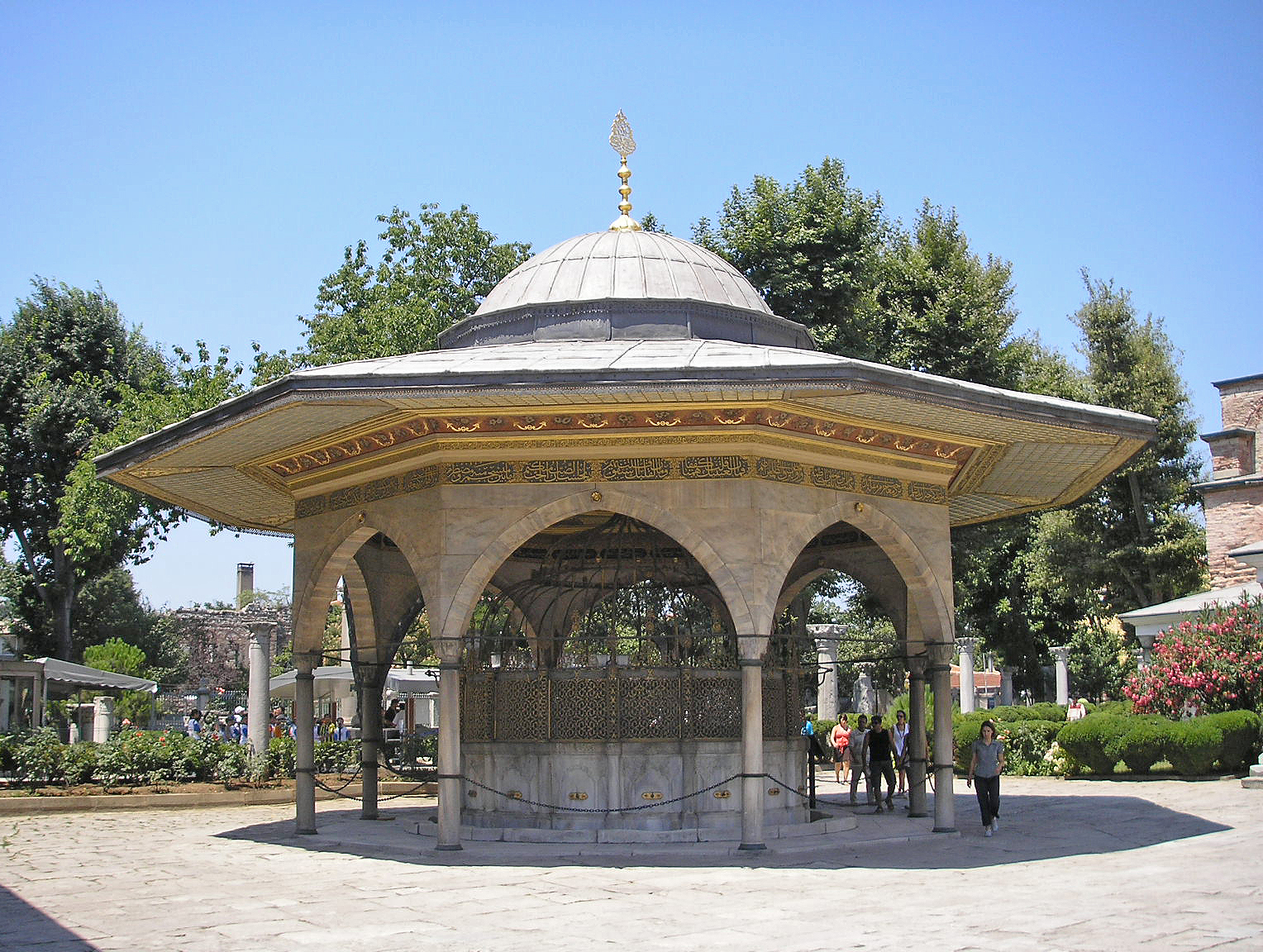
آيا صوفيا
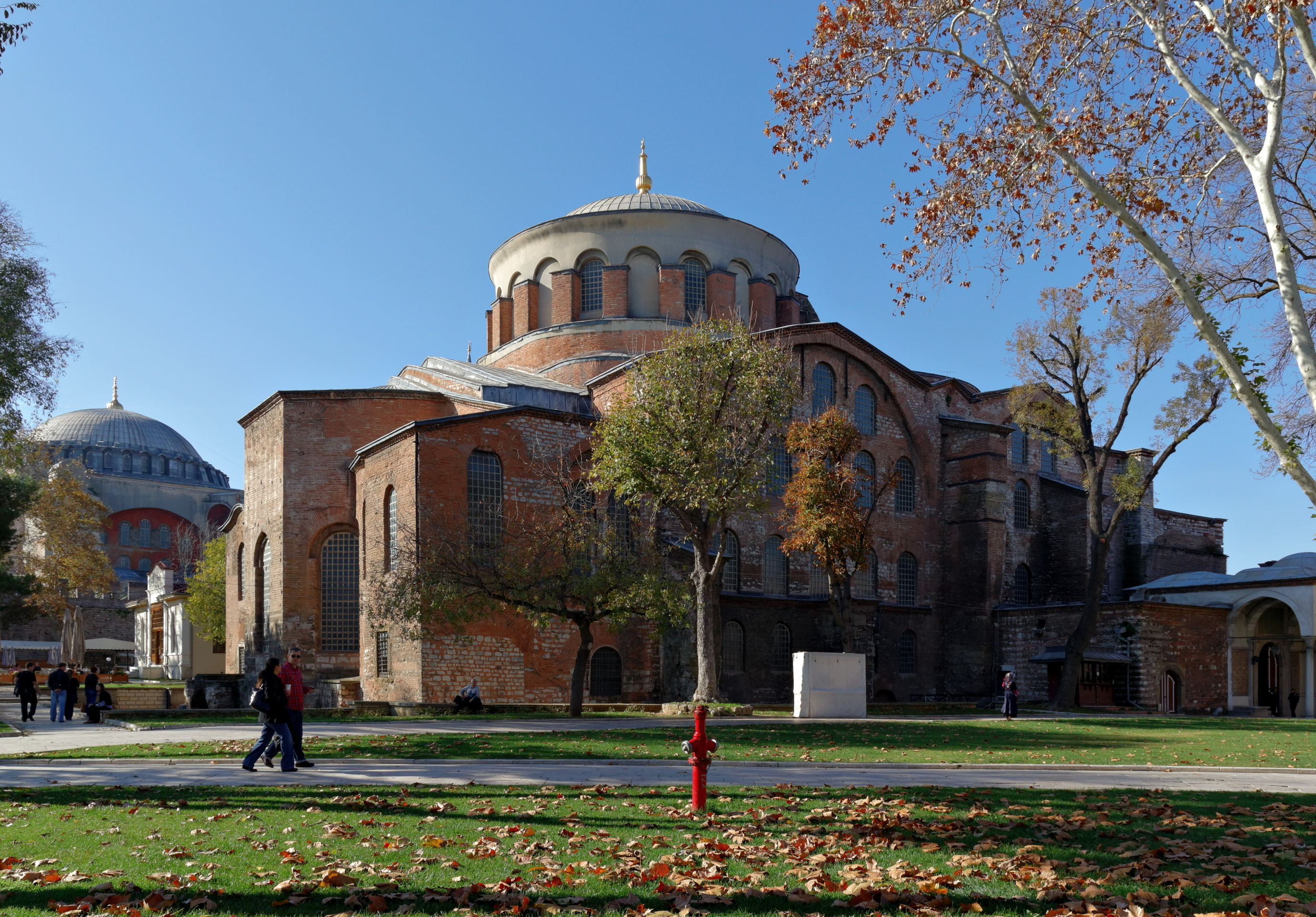
آيا إيرين
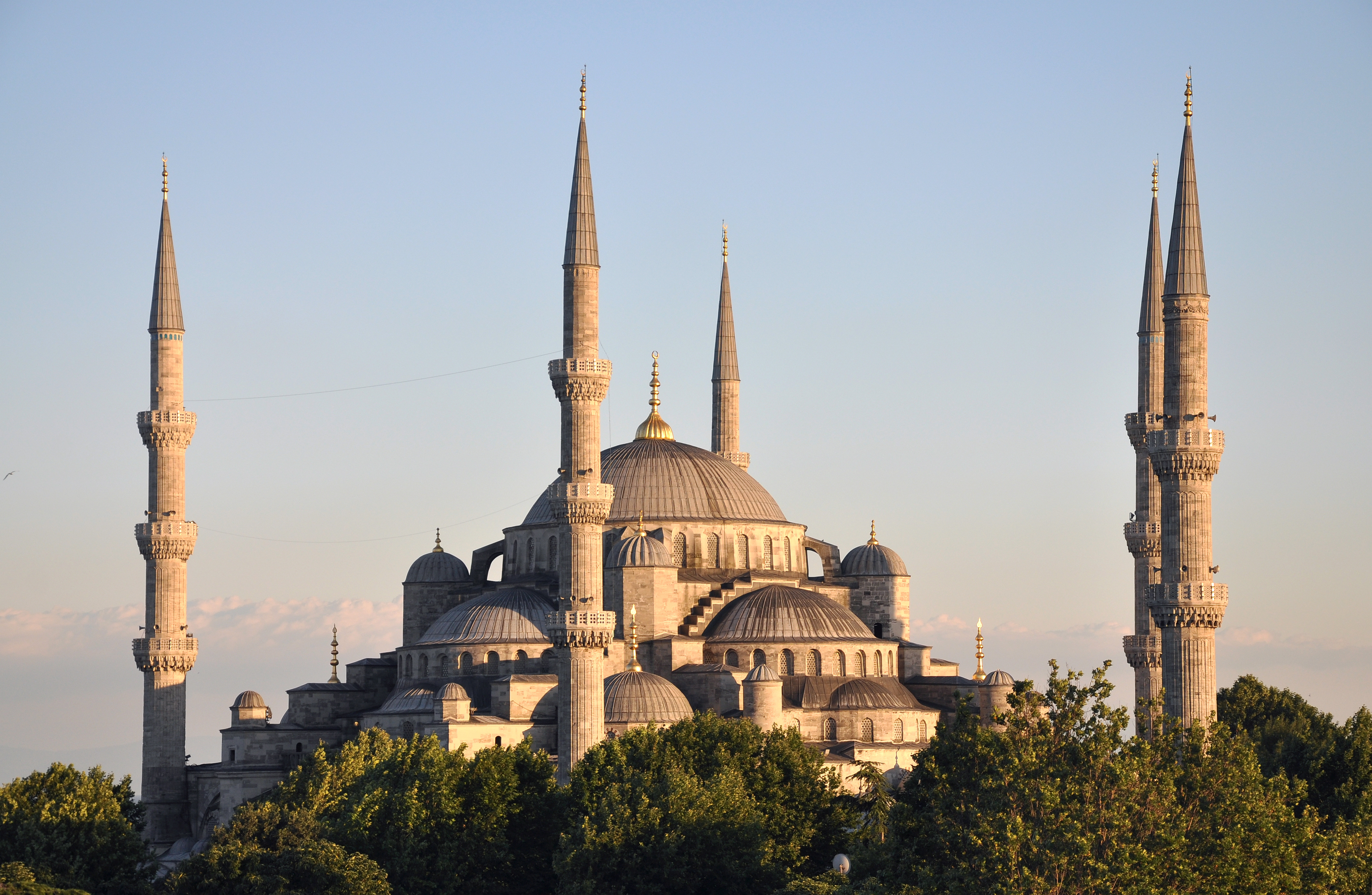
جامع السلطان أحمد
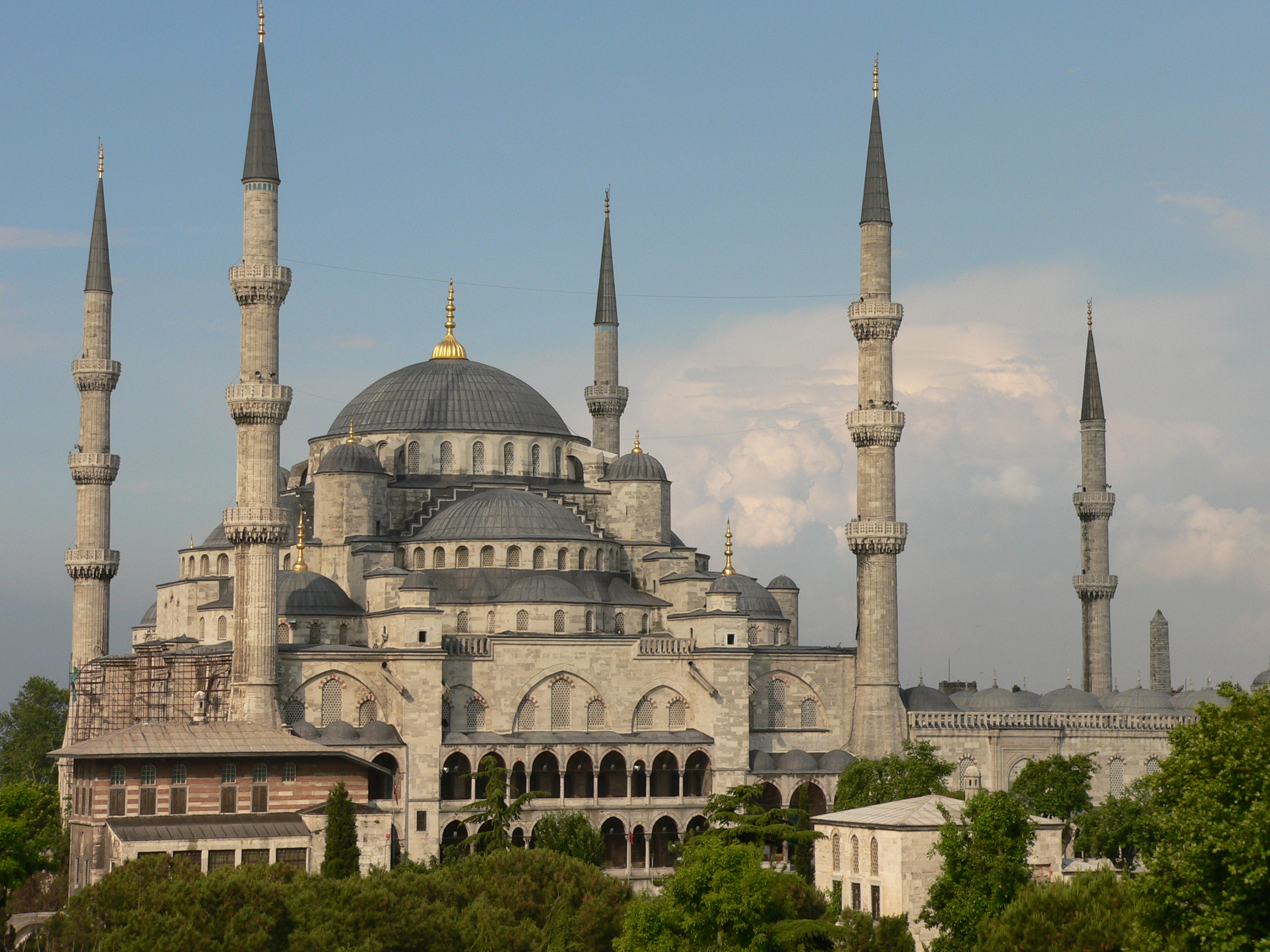
جامع السلطان أحمد
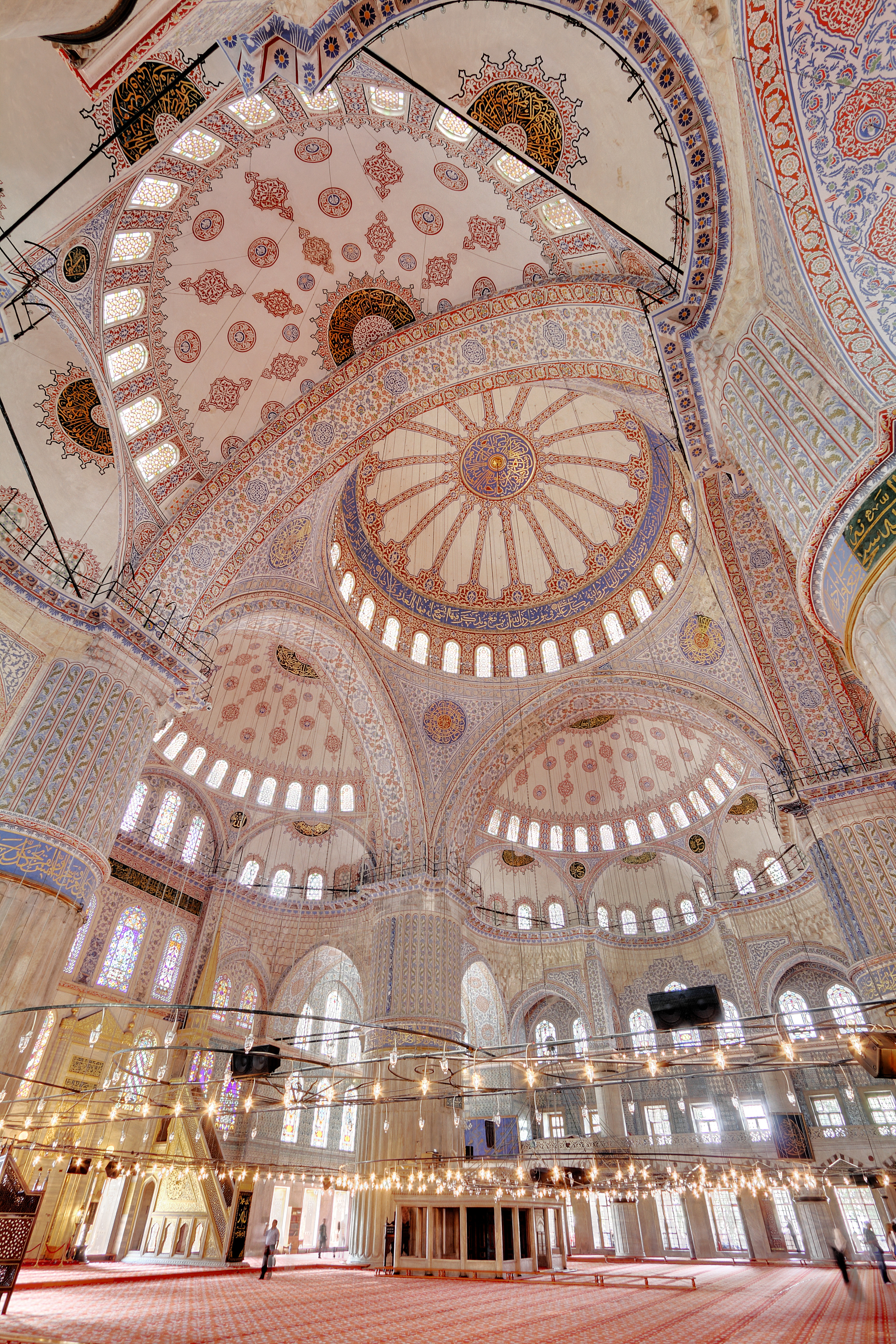
جامع السلطان أحمد
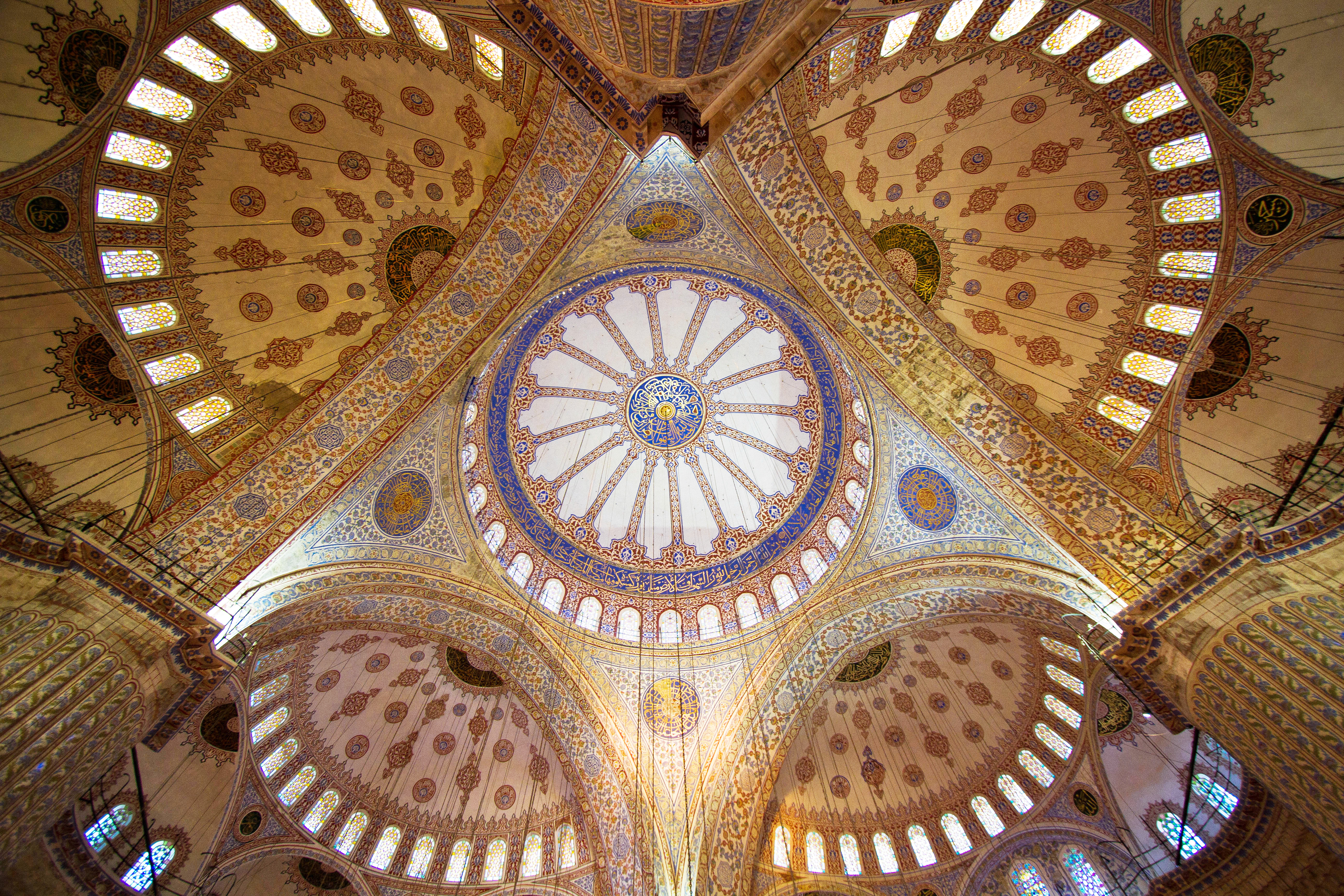
جامع السلطان أحمد
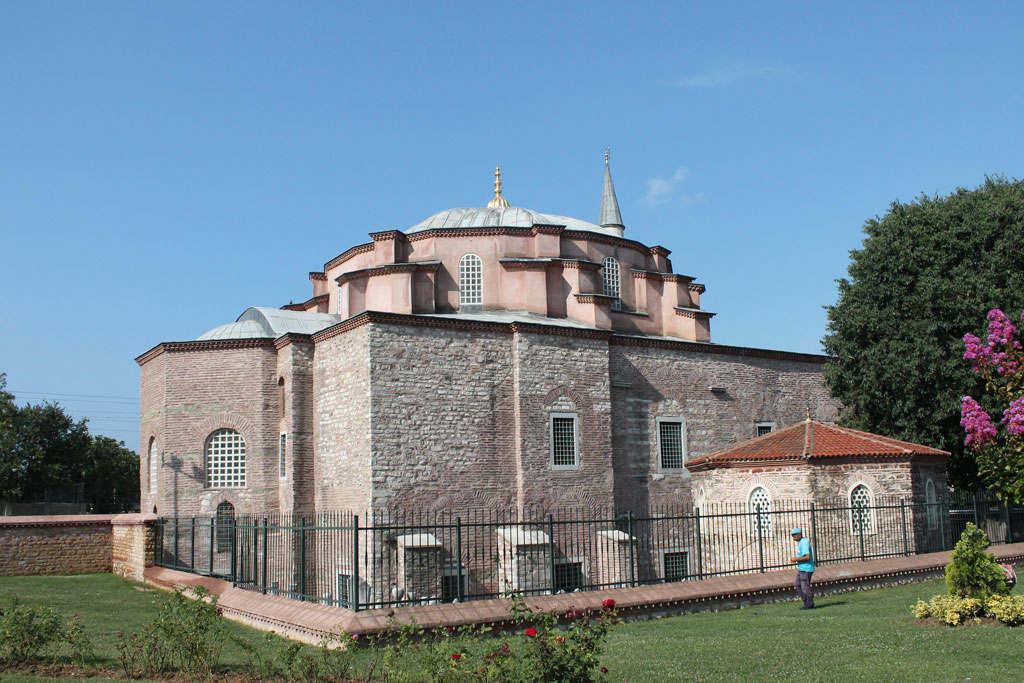
جامع آيا صوفيا الصغير
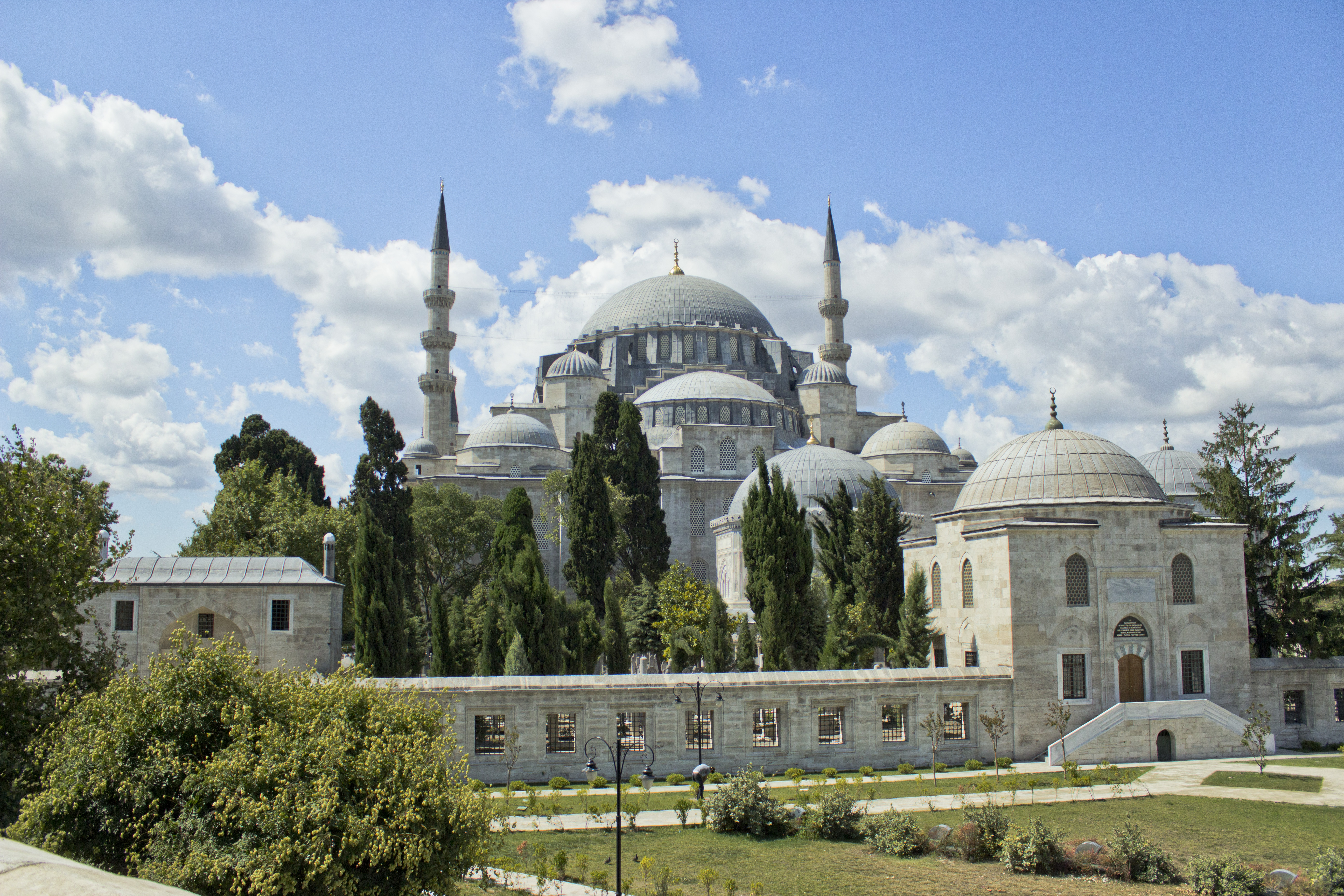
مسجد سليمان القانوني
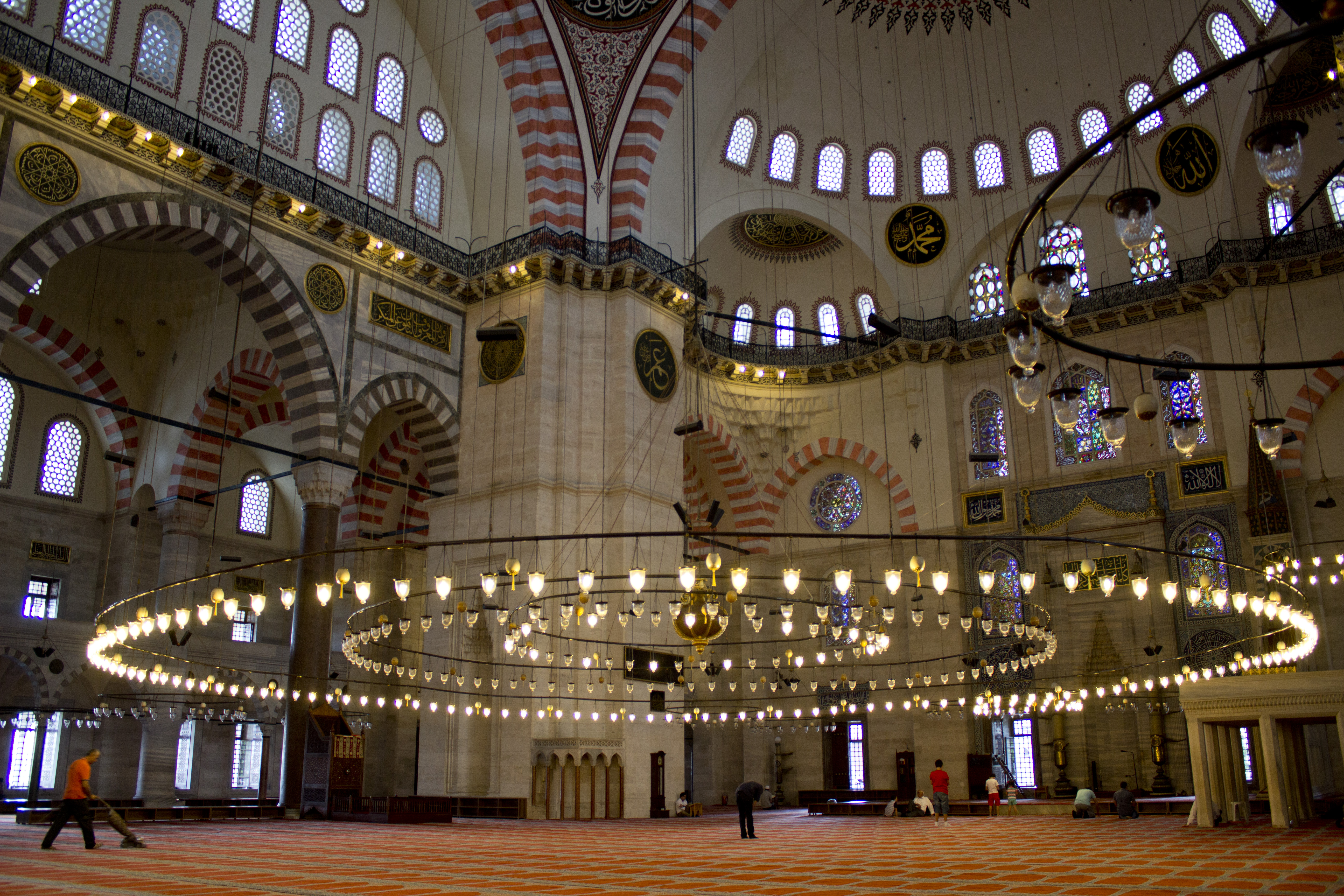
مسجد سليمان القانوني
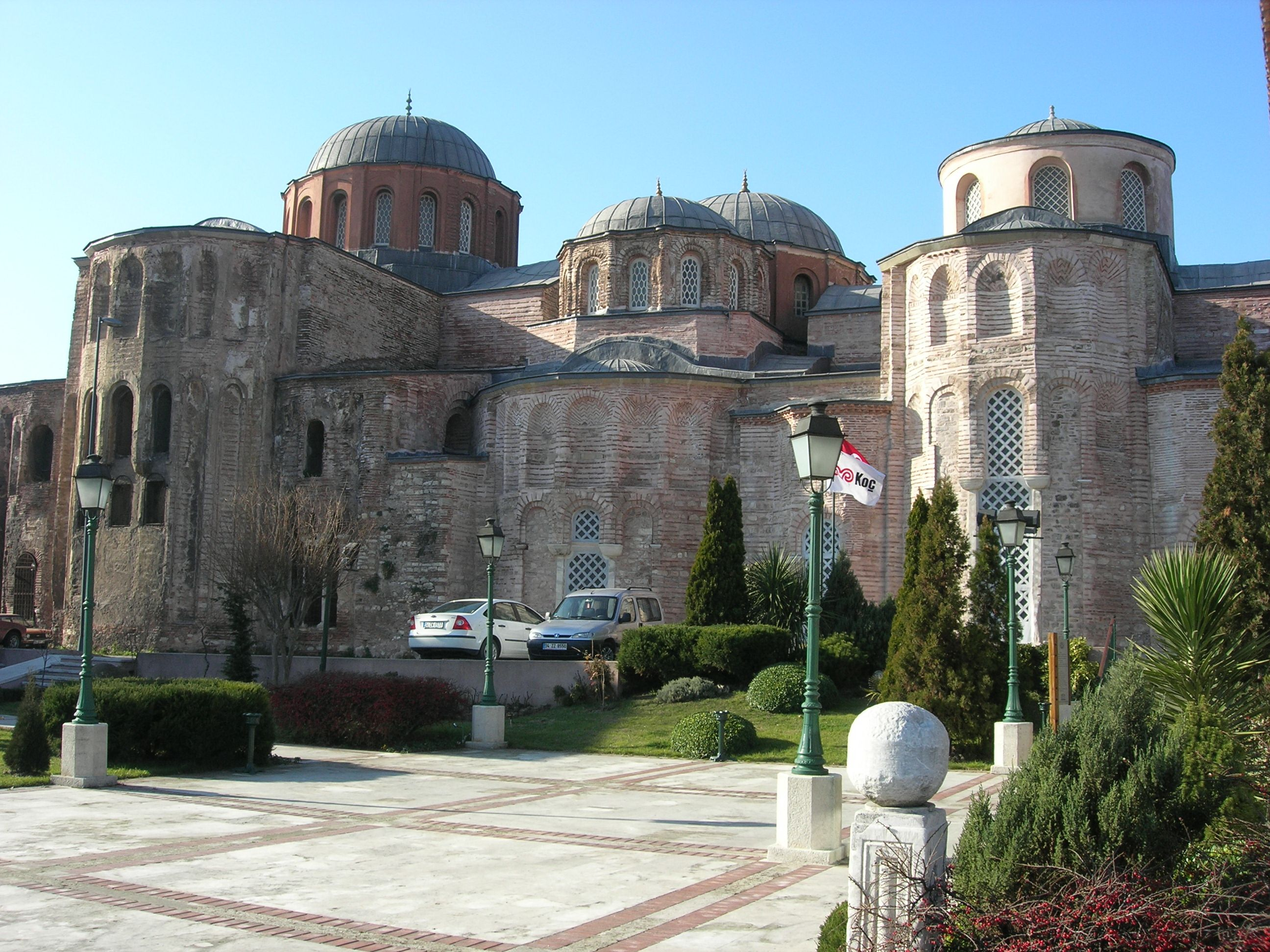
جامع زيرك كليسة
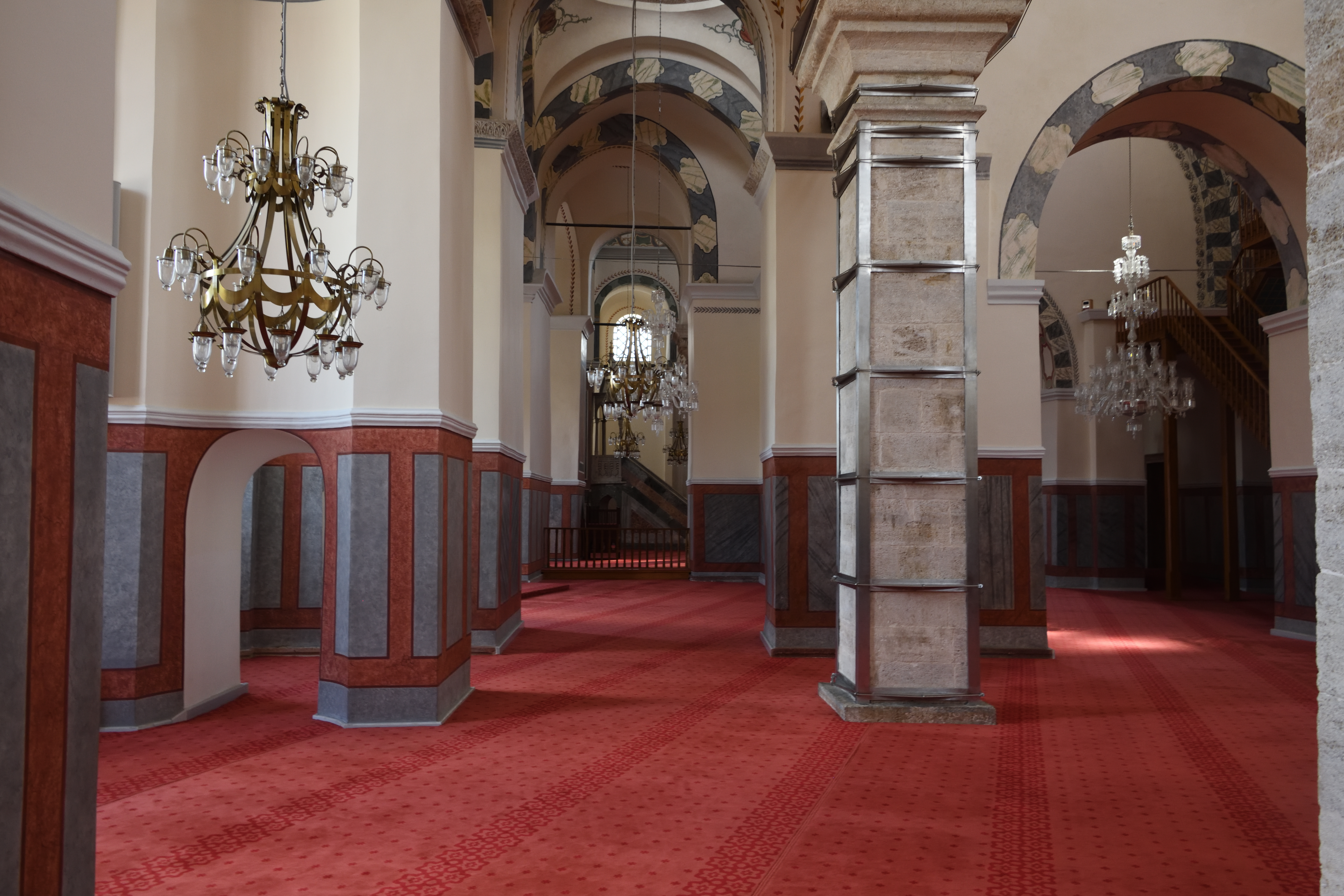
جامع زيرك كليسة
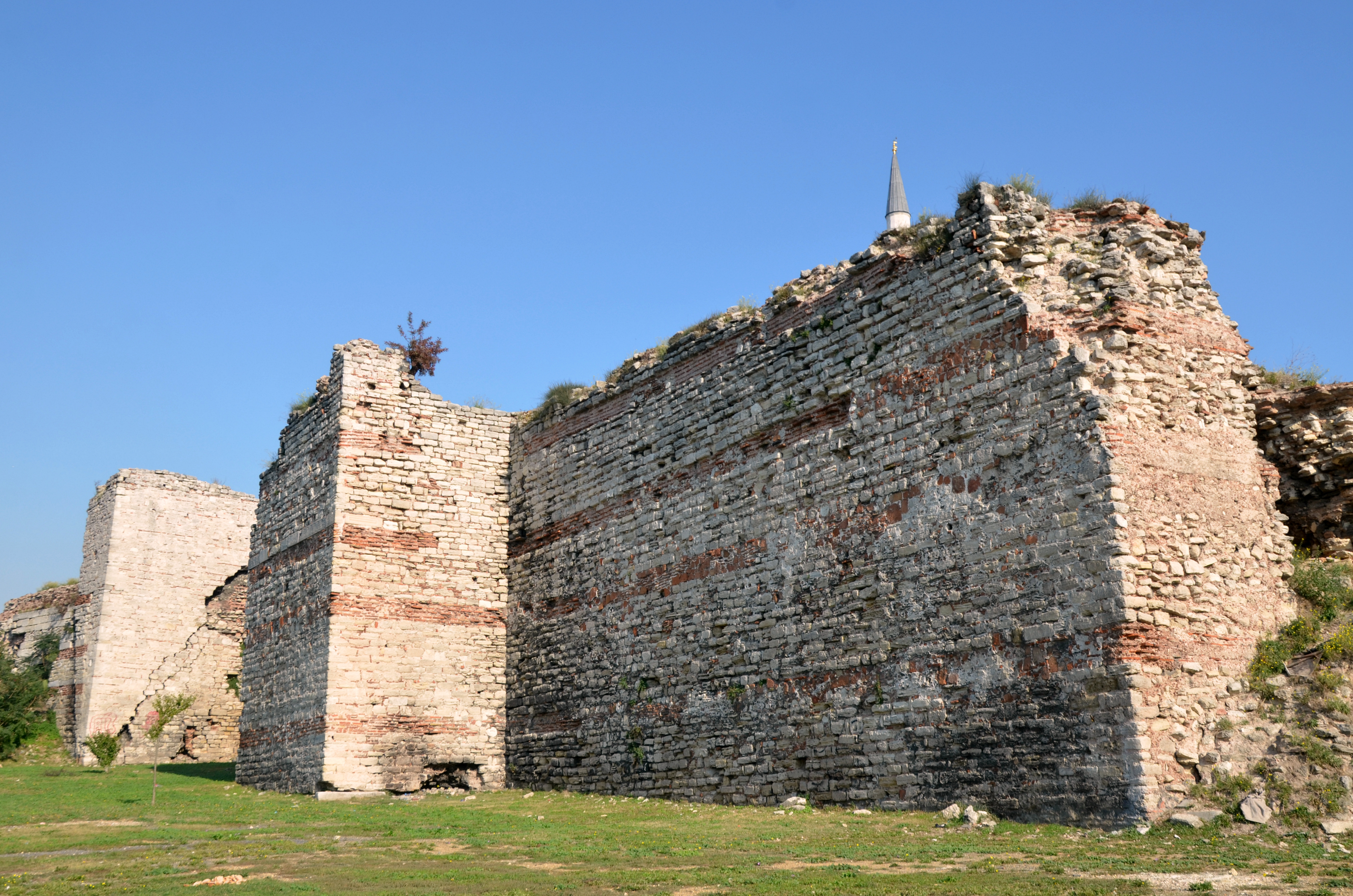
أسوار القسطنطينية